# Chlamydostachya
- Commons
- Wikispecies

Chlamydostachya Mildbr., segundo o Sistema APG II, é um gênero botânico da família Acanthaceae, natural das regiões tropicais do leste da África.

## Espécie
O gênero apresenta uma única espécie:
- Chlamydostachya spectabilis

## Nome e referências
Chlamydostachya Mildbr., 1934.

## Classificação do gênero
| Sistema | Classificação                       | Referência            |
| ------- | ----------------------------------- | --------------------- |
| APG II  | Ordem Lamiales, família Acanthaceae | APweb, versão 9, 2008 |